# Veronica Cartwright
Veronica A. Cartwright (Bristol, Regne Unit, 20 d'abril de 1949) és una actriu britànica de cinema i televisió.

## Carrera
Cartwright, va néixer en Bristol, Anglaterra, però es va criar a Toronto i Los Angeles. La seva carrera com a actriu infantil es va iniciar en 1958, amb un paper en In Love and War. En els seus inicis va actuar en sèries de televisió com Leave It to Beaver, La Dimensió Desconeguda, entre d'altres. També va actuar en dos episodis de la sèrie The Eleventh Hour. Cartwright va aparèixer en les pel·lícules La calúmnia (1961) i Els ocells (1963) del director Alfred Hitchcock, que van ser un gran èxit. Va ser triada per a interpretar a la filla de Jemima Boone en les dues primeres temporades de la sèrie de televisió Daniel Boone des de 1964 a 1966, on va actuar al costat de Fess Parker, Patricia Blair, Darby Hinton i Ed Ames.

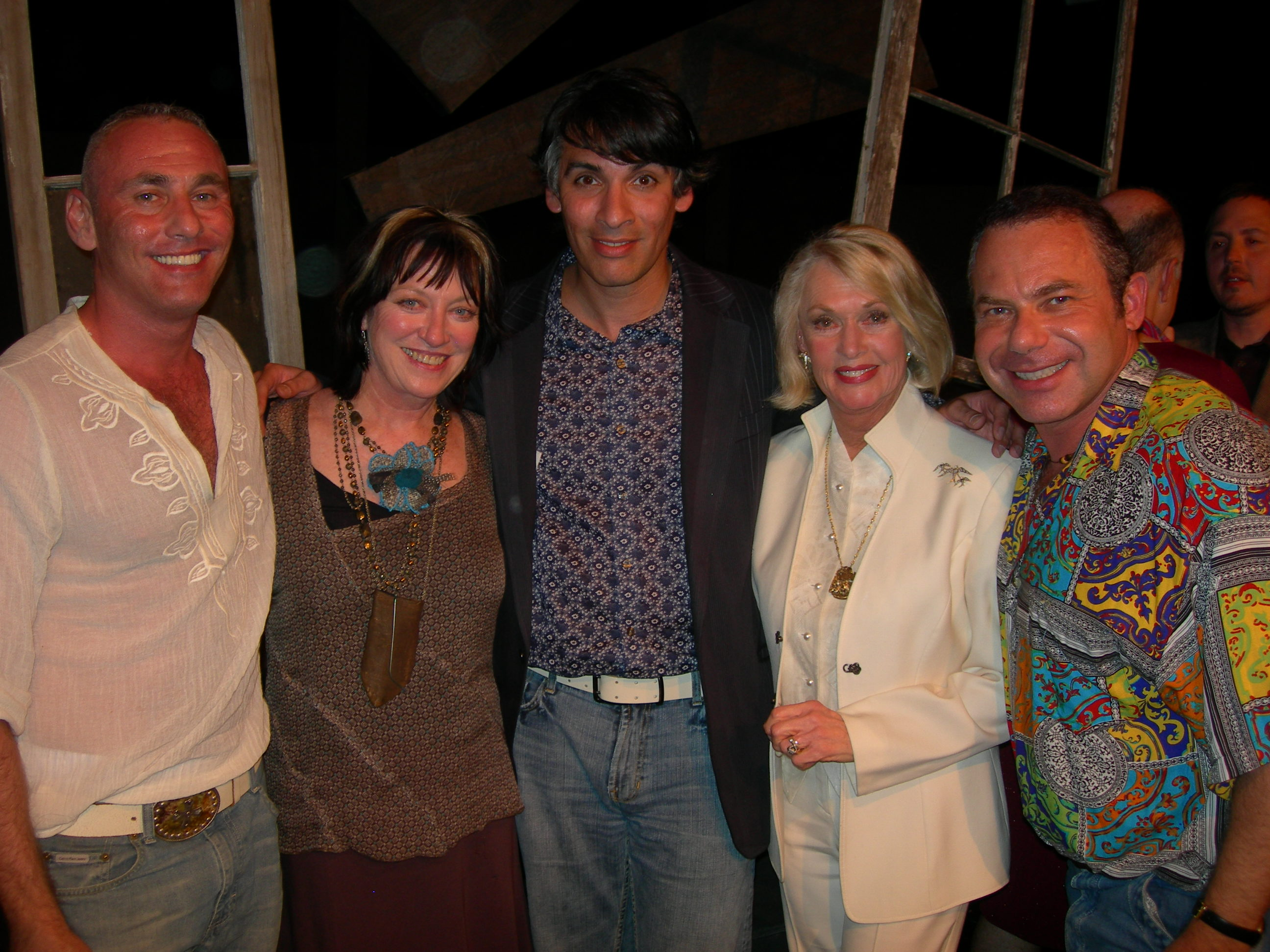
Repartiment d' "Els ocells" el 2006

Veronica Cartwright el 2022

Veronica Cartwright va aparèixer en diverses pel·lícules i sèries de televisió durant els seixanta i setanta. Ha aconseguit dos dels seus majors èxits amb La invasió dels ultracossos (1978) i Alien (1979). Al principi ella va ser triada per a interpretar el paper de l'heroïna de la saga de Àlien, Ellen Ripley, però el director Ridley Scott va canviar el seu paper amb el de Sigourney Weaver just abans de començar a rodar la pel·lícula.
Va actuar en altres pel·lícules com: Febre a la sang (1963), Inserts (1974), Goin' South (1978), Escollits per a la glòria (1983), Flight of the Navigator (1986), Les bruixes d'Eastwick (1987), La revenja de Candyman (1995), Els diners són el primer (1997), Scary Movie 2 (2001), Kinsey (2004) i Invasió (2007), entre d'altres.
Ha aparegut com a convidada en sèries de televisió com: The Mod Squad, Miami Vice, Baywatch, L.A. Law, ER, The X-Files, Chicago Hope, Will & Grace, Touched by an Angel, Judging Amy, Six Feet Under, The Closer, entre d'altres. Cartwright ha rebut tres nominacions als premis Emmy, una pel seu treball en ER en 1997 i dos pel seu treball a The X-Files en 1998 i 1999.
Veronica Cartwright va aparèixer en 2006 en la portada de l'àlbum I Don't Feel Like Dancin dels Scissor Sisters, així com en el seu segon àlbum, Ta-Dah.

## Vida personal
- En 1968 es va casar amb l'actor Richard Gates, del qual es va divorciar en 1972.
- En 1976 es va casar amb Stanley Goldstein, del qual es va divorciar posteriorment.
- En 1982 es va casar amb el director Richard Compton, que va morir en 2007, i van tenir un fill.
- La seva germana menor és l'actriu Angela Cartwright.
- És tia de l'actor Jesse Gullion i de Rebecca Gullion.

## Filmografia

### Cinema
| Any  | Títol                         | Paper                   | Notes                       |
| ---- | ----------------------------- | ----------------------- | --------------------------- |
| 1958 | In Love and War               | Allie O'Neill           | Sense acreditar             |
| 1961 | La calúmnia                   | Rosalie Wells           |                             |
| 1963 | Els ocells                    | Cathy Brenner           |                             |
| 1963 | Febre a la sang               | Becky Spencer           | Sense acreditar             |
| 1964 | One Man's Way                 | Mary                    |                             |
| 1975 | Inserts                       | Harlene                 |                             |
| 1978 | Camí del sud                  | Hermine                 |                             |
| 1978 | La invasió dels ultracossos   | Nancy Bellicec          |                             |
| 1978 | The Kid from Not-So-Big       | Corinne                 |                             |
| 1979 | Alien                         | Joan Lambert            |                             |
| 1983 | Nightmares                    | Claire Houston          | Segment: "Night of the Rat" |
| 1983 | Elegits per a la glòria       | Betty Grissom           |                             |
| 1984 | Terror in the Aisles          | Nancy Bellicec          | Archive footage             |
| 1985 | My Man Adam                   | Elaine Swit             |                             |
| 1986 | Flight of the Navigator       | Helen Freeman           |                             |
| 1987 | Wisdom                        | Samantha Wisdom         |                             |
| 1987 | Les bruixes d'Eastwick        | Felicia Alden           |                             |
| 1989 | Valentino Returns             | Patricia "Pat" Gibbs    |                             |
| 1990 | False Identity                | Vera Errickson          |                             |
| 1991 | Walking the Dog               | Desconegut              | Curtmetratge                |
| 1992 | Ella no diu mai que no        | Helen Dextra            |                             |
| 1994 | Mirror, Mirror 2: Raven Dance | Sister Aja              |                             |
| 1994 | Speed                         | Bag Lady                | Sense acreditar             |
| 1994 | On Hope                       | Woman In Grocery        | Curtmetratge                |
| 1994 | Two Over Easy                 | Molly                   | Curtmetratge                |
| 1995 | La revenja de Candyman        | Octavia Tarrant         |                             |
| 1996 | Shoot the Moon                | Mrs. Thomas             |                             |
| 1997 | Els diners són el primer      | Connie Cipriani         |                             |
| 1997 | Sparkler                      | Dottie Delgato          |                             |
| 1998 | My Engagement Party           | Sarah Salsburg          |                             |
| 1999 | A Slipping-Down Life          | Mrs. Casey              |                             |
| 1999 | Trash                         | Principal Evans         |                             |
| 2001 | A l'habitació                 | Ministre a la televisió |                             |
| 2001 | Critic's Choice               | Watkins                 | Curtmetratge                |
| 2001 | Scary Movie 2                 | Mother                  |                             |
| 2002 | Mackenheim                    | Eleanor                 | Curtmetratge                |
| 2003 | Just Married                  | Mrs. "Pussy" McNerney   | Sense acreditar             |
| 2004 | Tomb inesperat                | Landlady                | Sense acreditar             |
| 2004 | Straight-Jacket               | Jerry Albrecht          |                             |
| 2004 | Kinsey                        | Sara Kinsey             |                             |
| 2005 | Barry Dingle                  | Eleanor Dingle          |                             |
| 2007 | Mommy's House                 | Mommy                   | Curtmetratge                |
| 2007 | Invasió                       | Wendy Lenk              |                             |
| 2009 | Call of the Wild              | Sheriff Taylor          |                             |
| 2010 | Neowolf                       | Mrs. Belakov            |                             |
| 2011 | InSight                       | Patricia                |                             |
| 2011 | Montana Amazon                | Margaret                |                             |
| 2012 | The Yellow Wallpaper          | Catherine Sayer         |                             |
| 2013 | The Odd Way Home              | Francine                |                             |
| 2014 | The Town That Dreaded Sundown | Grandma Lillian         |                             |
| 2015 | The Dark Below                | Tess                    |                             |
| 2019 | Limbo                         | Louise                  |                             |
| 2019 | The Field                     | Edith                   |                             |
| 2020 | Breaking Fast                 | Judy                    |                             |
| 2022 | The Phantoms                  | Miss Sayer              |                             |

### Televisió
| Any       | Títol                                             | Paper                                                              | Notes                                                                              |
| --------- | ------------------------------------------------- | ------------------------------------------------------------------ | ---------------------------------------------------------------------------------- |
| 1959      | Zane Grey Theater                                 | Sarah Butler                                                       | Episodi: "The Lone Woman"                                                          |
| 1959      | Make Room for Daddy                               | Girl In Play                                                       | Episodi: "Bob Hope and Danny Become Directors"                                     |
| 1959–1961 | Leave It to Beaver                                | Violet Rutherford                                                  | Episodi: "The Tooth" Episodi: "Beaver and Violet" Episodi: "Beaver's Rat"          |
| 1960      | Alcoa Presents: One Step Beyond                   | Gillian                                                            | Episodi: "The Haunting"                                                            |
| 1960      | The Betty Hutton Show                             | Fake Foster Child                                                  | Sense acreditar, Episodi: "Gullible Goldie"                                        |
| 1960      | Alfred Hitchcock Presents                         | Viola Wellington                                                   | Season 5 Episodi 35: "The Schwartz-Metterklume Method" (Sense acreditar)           |
| 1961      | Alfred Hitchcock Presents                         | Judy Davidson / Lettie / Lauretta Bishop                           | Season 6 Episodi 15: "Summer Shade"                                                |
| 1961      | Make Room for Daddy                               | Veronica                                                           | Episodi: "Teacher for a Day"                                                       |
| 1962      | Route 66                                          | Miriam - age 9                                                     | Episodi: "Love Is a Skinny Kid"                                                    |
| 1962      | la Dimensió Desconeguda                           | Anne Rogers - age 11                                               | Episodi: "I Sing the Body Electric"                                                |
| 1963      | The Dick Powell Theatre                           | Unknown                                                            | Episodi: "The Third Side of a Coin"                                                |
| 1963      | Leave It to Beaver                                | Peggy MacIntosh                                                    | Episodi: "Don Juan Beaver"                                                         |
| 1963      | The Eleventh Hour                                 | Judith Cameron / Jan Ellendale                                     | Episodi: "My Name Is Judith, I'm Lost, You See" Episodi: "The Silence of Good Men" |
| 1964      | Tell Me Not in Mournful Numbers                   | Unknown                                                            | Telefilm                                                                           |
| 1964–1966 | Daniel Boone                                      | Jemima Boone                                                       | 37 episodis                                                                        |
| 1965      | Dr. Kildare                                       | Nancy Hiller                                                       | Episodi: "Take Care of My Little Girl"                                             |
| 1965      | Who Has Seen the Wind?                            | Kiri Radek                                                         | Telefilm                                                                           |
| 1968      | Mannix                                            | Mrs. Goldberg                                                      | Sense acreditar, Episodi: "Edge of the Knife"                                      |
| 1968      | The Name of the Game                              | Nancy Robins                                                       | Episodi: "High on a Rainbow"                                                       |
| 1969      | Family Affair                                     | Jo-Ann                                                             | Episodi: "Flower Power"                                                            |
| 1969      | Dragnet 1970                                      | Melissa Stevens                                                    | Episodi: "Personnel: The Shooting"                                                 |
| 1969      | Mod Squad                                         | Gail Whitney                                                       | Episodi: "The Girl in Chair Nine"                                                  |
| 1970      | Death Valley Days                                 | Unknown                                                            | Episodi: "Simple Question of Justice"                                              |
| 1970      | The Bold Ones: The Lawyers                        | Mary                                                               | Episodi: "Point of Honor"                                                          |
| 1970      | Then Came Bronson                                 | Petey Traine                                                       | Episodi: "Still Waters"                                                            |
| 1970      | My Three Sons                                     | Ruth Fletcher                                                      | Episodi: "The Honeymoon"                                                           |
| 1973      | Here We Go Again                                  | Nancy                                                              | Episodi: "Sunday, Soggy Sunday"                                                    |
| 1976      | Bernice Bobs Her Hair                             | Marjorie                                                           | Telefilm                                                                           |
| 1976      | Serpico                                           | Lucy                                                               | Episodi: "Dawn of the Furies"                                                      |
| 1980      | Guyana Tragedy: The Story of Jim Jones            | Marceline "Marcy" Jones                                            | Miniseries                                                                         |
| 1981      | The Big Black Pill                                | Sister Theresa                                                     | Telefilm                                                                           |
| 1982      | Prime Suspect                                     | Janice Staplin                                                     | Telefilm                                                                           |
| 1985      | The New Leave It to Beaver                        | Violet Rutherford                                                  | Episodi: "Violet Rutherford Returns"                                               |
| 1985      | Robert Kennedy & His Times                        | Ethel Skakel Kennedy                                               | Miniseries                                                                         |
| 1986      | Intimate Encounters                               | Emily                                                              | Telefilm                                                                           |
| 1987      | Miami Vice                                        | Society Dame                                                       | Episodi: "By Hooker by Crook"                                                      |
| 1988      | Tanner '88                                        | Molly Hark                                                         | Contract role                                                                      |
| 1989      | Desperate for Love                                | Betty Petrie                                                       | Telefilm                                                                           |
| 1989      | Baywatch                                          | Mrs. Harris                                                        | Sense acreditar, Episodi: "Panic at Malibu Pier"                                   |
| 1989–1992 | L.A. Law                                          | Assistant District Attorney Margaret Flanagan                      | Paper recurrent                                                                    |
| 1990      | A Son's Promise                                   | Dorothy Donaldson                                                  | Telefilm                                                                           |
| 1990      | Hitler's Daughter                                 | Patricia Benedict                                                  | Telefilm                                                                           |
| 1991      | CBS Schoolbreak Special                           | Caroline Morris                                                    | Episodi: "Abby, My Love"                                                           |
| 1991      | Dead in the Water                                 | Victoria Haines                                                    | Telefilm                                                                           |
| 1992      | Lincoln & Seward                                  | Unknown                                                            | Telefilm                                                                           |
| 1992      | Lincoln and the War Within                        | Unknown                                                            | Telefilm                                                                           |
| 1993      | It's Nothing Personal                             | Barbara                                                            | Telefilm                                                                           |
| 1993      | Triumph Over Disaster: The Hurricane Andrew Story | Carla Hulin                                                        | Telefilm                                                                           |
| 1994      | Dead Air                                          | The Caller                                                         | Telefilm                                                                           |
| 1995      | My Brother's Keeper                               | Pat                                                                | Telefilm                                                                           |
| 1996      | American Gothic                                   | Angela                                                             | Episodi: "Dr. Death Takes a Holiday"                                               |
| 1996      | The Lottery                                       | Maggie Dunbar                                                      | Telefilm                                                                           |
| 1996      | Sliders                                           | The Flame                                                          | Voice, Episodi: "The Fire Within"                                                  |
| 1997      | ER                                                | Norma Houston                                                      | Episodi: "Whose Appy Now?" Episodi: "Faith"                                        |
| 1997      | Boston Common                                     | Betty                                                              | Episodi: "Here's to You, Mrs. Byrnes"                                              |
| 1997      | Quicksilver Highway                               | Myra                                                               | Telefilm                                                                           |
| 1997–1998 | George & Leo                                      | Anna                                                               | Episodi: "The Wedding" Episodi: "The Nine Wives of Leo Wagonman"                   |
| 1998      | The Rat Pack                                      | Rocky Cooper                                                       | Telefilm                                                                           |
| 1998–2018 | The X-Files                                       | Cassandra Spender                                                  | Paper recurrent; 4 episodis                                                        |
| 1999      | The Last Man on Planet Earth                      | Director Elizabeth Riggs                                           | Telefilm                                                                           |
| 1999      | Chicago Hope                                      | Karen Flanders                                                     | Episodi: "Team Play"                                                               |
| 1999      | Will & Grace                                      | Judith McFarland                                                   | Episodi: "Homo for the Holidays"                                                   |
| 2001      | Inside the Osmonds                                | Olive Osmond                                                       | Telefilm                                                                           |
| 2001      | Touched by an Angel                               | Shirlee Gibbons                                                    | Episodi: "Famous Last Words"                                                       |
| 2002      | Family Law                                        | Norma Benson                                                       | Episodi: "Arlene's Choice"                                                         |
| 2002      | Judging Amy                                       | Dorothea Mitchell                                                  | Episodi: "A Pretty Good Day"                                                       |
| 2003      | Without a Trace                                   | Mrs. Beckworth                                                     | Episodi: "There Goes the Bride"                                                    |
| 2004      | Dr. Vegas                                         | Evelyn                                                             | Episodi: "All In"                                                                  |
| 2004–2005 | Six Feet Under                                    | Peg Kimmel                                                         | Paper recurrent                                                                    |
| 2005      | The Closer                                        | Vera Mathers                                                       | Episodi: "Good Housekeeping"                                                       |
| 2005      | Without a Trace                                   | Susan                                                              | Episodi: "John Michaels"                                                           |
| 2005      | Law & Order: Special Victims Unit                 | Virginia Kennison                                                  | Episodi: "Starved"                                                                 |
| 2005      | Nip/Tuck                                          | Mother Mary Claire                                                 | Episodi: "Quentin Costa"                                                           |
| 2005–2006 | Invasion                                          | Valerie Shenkman                                                   | Paper recurrent                                                                    |
| 2006      | Boston Legal                                      | Judge Peggy Zeder                                                  | Episodi: "Helping Hands"                                                           |
| 2006      | Cold Case                                         | Mary Ryan                                                          | Episodi: "Dog Day Afternoons"                                                      |
| 2006      | CSI: Crime Scene Investigation                    | Diane Chase                                                        | Episodi: "Rashomama"                                                               |
| 2006      | 7th Heaven                                        | Ms. Fitzhenry                                                      | Episodi: "A Pain in the Neck"                                                      |
| 2006–2007 | The Nine                                          | Barbara Dalton                                                     | Episodi: "Brother's Keeper" Episodi: "Confessions" Episodi: "The Inside Man"       |
| 2007      | October Road                                      | Lynn Farmer                                                        | Episodi: "Deck the Howls"                                                          |
| 2008      | The Mr. Men Show                                  | Little Miss Elderly / Little Miss Jotünheim / Little Miss Scarlett | Voice                                                                              |
| 2009      | Eastwick                                          | Bun Waverly                                                        | Contract role                                                                      |
| 2010      | Drop Dead Diva                                    | Marian Porter                                                      | Episodi: "Back from the Dead"                                                      |
| 2010      | Memphis Beat                                      | Miranda                                                            | Episodi: "I Shall Not Be Moved"                                                    |
| 2010–2012 | Kick Buttowski: Suburban Daredevil                | Ms. Dominic                                                        | Voice, Paper recurrent                                                             |
| 2012      | Revenge                                           | Judge Elizabeth Blackwell                                          | Episodi: "Scandal" Episodi: "Justice"                                              |
| 2013      | Non-Stop                                          | Rose                                                               | Telefilm                                                                           |
| 2014      | Resurrection                                      | Helen Edgerton                                                     | Paper recurrent                                                                    |
| 2015      | Bosch                                             | Irène Saxon, mare de Raynard Waits                                 | Season 1                                                                           |
| 2016      | The Loud House                                    | Sue                                                                | Veu, episodi: "The Old and the Restless"                                           |
| 2016      | Criminal Minds                                    | Flora Martin                                                       | Episodi: "The Bond"                                                                |
| 2017      | Mommy, I Didn't Do It                             | Judge Tannin                                                       | Telefilm                                                                           |
| 2018      | Supernatural                                      | Lily Sunder                                                        | Episodi: "Byzantium"                                                               |
| 2019      | Chilling Adventures of Sabrina                    | Mrs. McGarvey                                                      | Episodi: "Doctor Cerberus’s House of Horror"                                       |
| 2019      | General Hospital                                  | Sibley Gamble                                                      | Guest role                                                                         |
| 2021      | The Good Doctor                                   | Maxine Stanley                                                     | Episodi: "Dr. Ted"                                                                 |
| 2021      | The Resident                                      | Celeste Crisforth                                                  | Episodi: "Old Dogs, New Tricks"                                                    |
| 2023      | Gotham Knights                                    | Eunice Harmon                                                      | 2 episodis                                                                         |

### Vídeojocs
| Any  | Title            | Role                                                                                 | Notes                 |
| ---- | ---------------- | ------------------------------------------------------------------------------------ | --------------------- |
| 2014 | Alien: Isolation | Joan Lambert                                                                         | Veu; Nostromo Edition |
| 2015 | Fallout 4        | Trashcan Carla, Doc Anderson, Jackie Hudson, Bartender, Settlers, Vault 81 Residents |                       |

## Premis i nominacions
| Any  | Premi                                       | Categoria                                         | Treball                | Resultat  |
| ---- | ------------------------------------------- | ------------------------------------------------- | ---------------------- | --------- |
| 1980 | Premis Saturn                               | Millor actriu secundària                          | Alien                  | Guanyador |
| 1984 | Drama-Logue Awards                          | Actuació destacada                                | The Hands of its Enemy | Guanyador |
| 1988 | Premis Saturn                               | Millor actriu secundària                          | Les bruixes d'Eastwick | Nominat   |
| 1997 | Premis Primetime Emmy                       | Millor actriu invitada en sèrie dramàtica         | ER                     | Nominat   |
| 1998 | Premis Primetime Emmy                       | Millor actriu invitada en sèrie dramàtica         | The X-Files            | Nominat   |
| 1999 | Premis Primetime Emmy                       | Millor actriu invitada en sèrie dramàtica         | The X-Files            | Nominat   |
| 2003 | DVD Exclusive Awards                        | Millor comentari d’àudio                          | Alien                  | Guanyador |
| 2005 | Fort Lauderdale International Film Festival | Millor actriu secundària                          | Barry Dingle           | Guanyador |
| 2005 | Glitter Awards                              | Millor actriu secundària                          | Straight-Jacket        | Guanyador |
| 2005 | Online Film & Television Association        | Millor conjunt en una pel·lícula o sèrie limitada | Kinsey                 | Nominat   |